# Магасса, Сунгуту
Сунгуту́ Магасса́ (фр. Soungoutou Magassa; родился 8 октября 2003, Сен-Сен-Дени, Франция) — французский футболист, центральный защитник клуба «Монако».

## Клубная карьера
В детстве Магасса успел поиграть за 5 команд, включая академии «Луситанос Сен-Мор», «Пари 13 Атлетико» и «Монако». В апреле 2021 года Сунгуту подписал профессиональный контракт с «монегасками», им также интересовались «Рома» и «Милан». 2 января 2022 года он дебютировал за «Монако» в матче Кубка Франции.